# Компактна люмінесцентна лампа

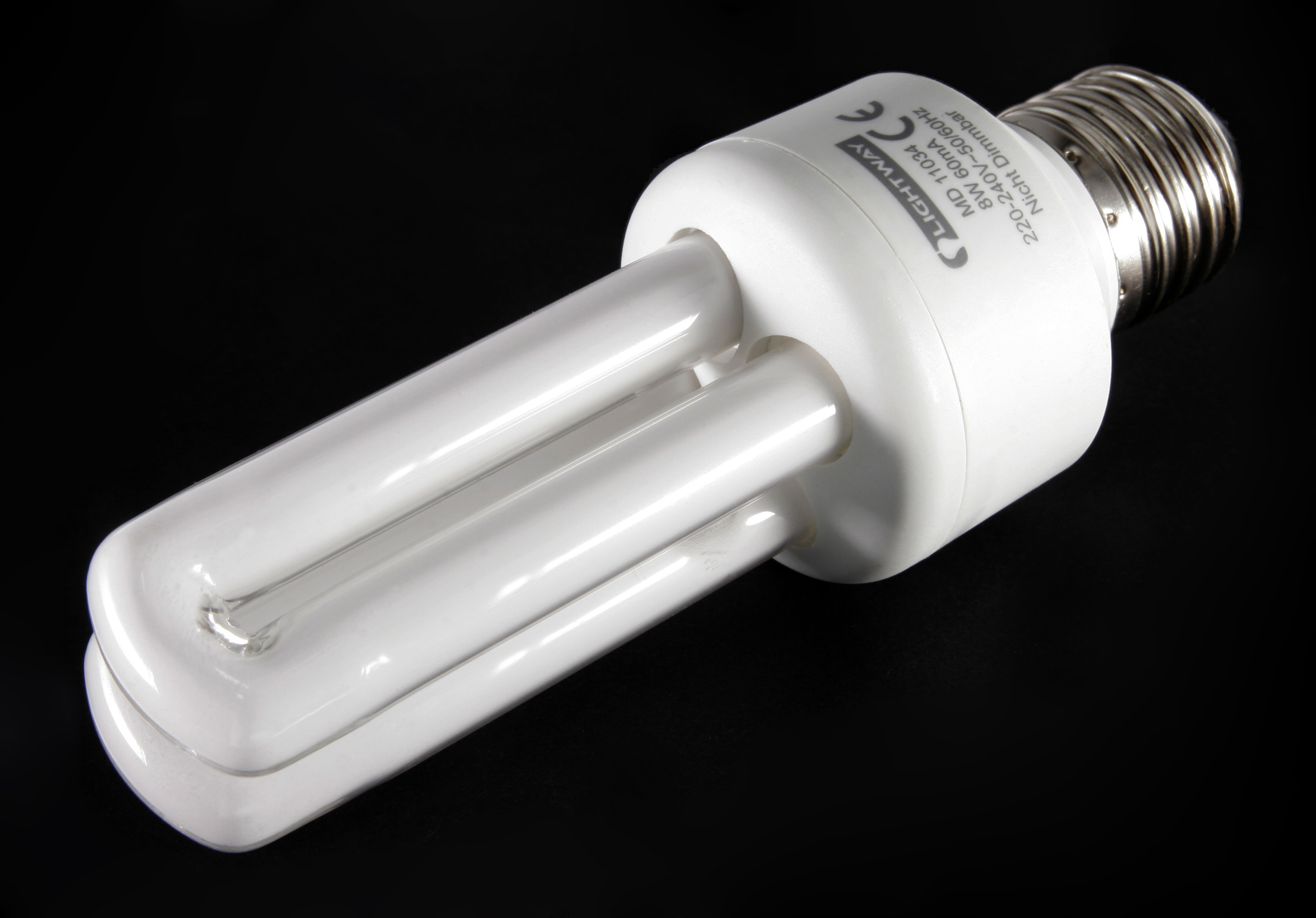
Компактна люмінесцентна лампа з вбудованим в цоколі (Е27) електронним ПРА

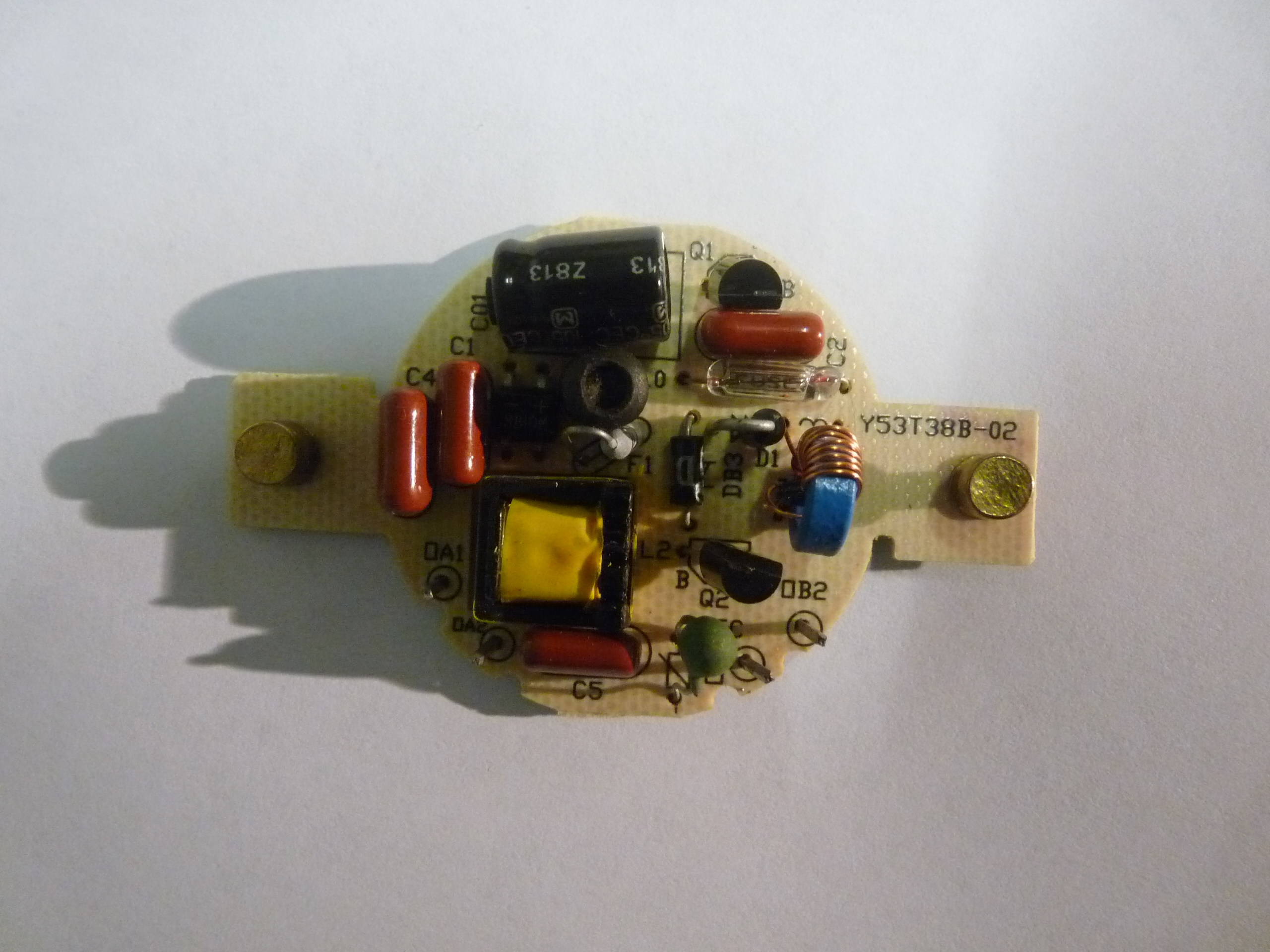
Електронний дросель лампи

Компактна люмінесцентна лампа (КЛЛ) — люмінесцентна лампа, яка має вигнуту форму колби, що дозволяє розмістити лампу у світильнику менших розмірів. Такі лампи нерідко мають вбудований електронний дросель (початкові версії, мали вбудований пусковий електромагнітний пристрій). Компактні люмінесцентні лампи були розроблені для застосування у спеціальних типах світильників, або для заміни ламп розжарення, у звичайних.
Часто компактні люмінесцентні лампи називають енергоощадними лампами, що не зовсім точно, оскільки існують енергоощадні лампи засновані на інших фізичних принципах, наприклад світлодіодні або люмінесцентні лампи лінійного типу з пониженим вмістом ртуті і меншим діаметром трубки. Також випускаються лампи з кулястою колбою без спіралей розжарювання (слабке місце звичайних КЛЛ). Для здійснення розряду в них, використовується індуктор.

## Типи цоколів
Існують декілька видів цоколів компактних люмінесцентних ламп:  Голкові і різьбові. Найпоширеніші, Голкові:
- 2D
- G23
- 2G7
- G24Q1
- G24Q2
- G24Q3
- G53

Також, є лампи для установки у нарізеві патрони E14, E27 і E40 з вбудованим електронним пускорегулювальним апаратом (ПРА). Цокольні гнізда, для таких ламп дуже прості для монтажу в звичайні світильники; заявлений термін служби таких ламп становить від 3000 до 15000 годин.

### 2D

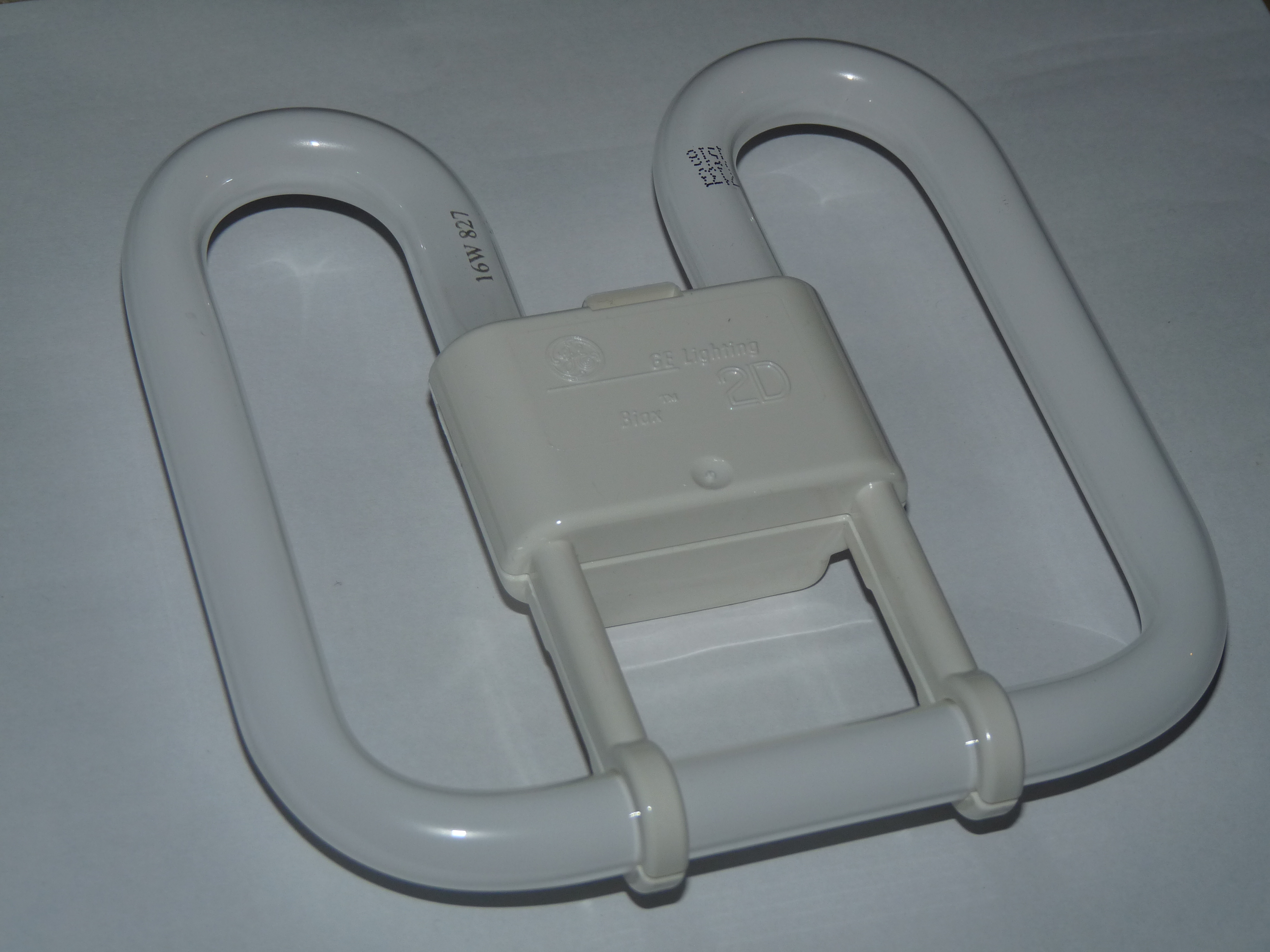
2D потужністю 16 ват

Є зігнутою в одній площині люмінесцентною лампою з обрисами у формі квадрату. Цоколь, являє собою прямокутник 36 × 60 мм і має вбудований електронний стартер; у центрі 2 латунних контакти на відстані 8 мм один від одного, як кріплення на висоті 20 мм від центру, використовується пластиковий затвор. Потужність ламп 2D, становить 16, 28 і 36 Ват. Основне застосування: як декоративне освітлення, іноді зустрічаються у герметичних світильниках для душових кабінок й як вбудоване освітлення сучасних душових кабінок.

### G23

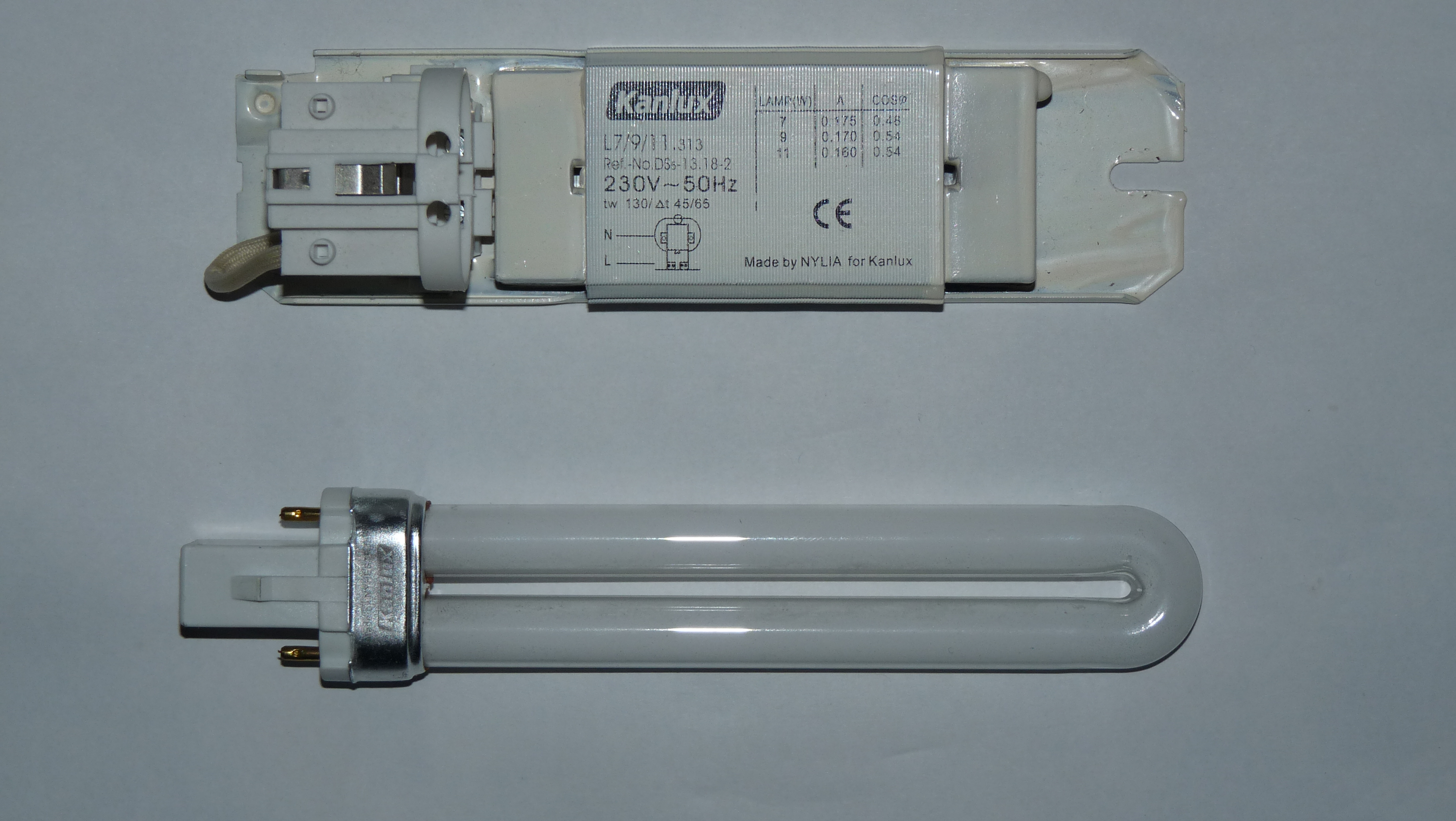
G23 і світильник з індуктивним ПРА

Лампа G23, є трубкою, складеною удвічі. Усередині цоколя, розташовано стартер, тож для запуску лампи додатково потрібний тільки електромагнітний дросель. Випускаються на потужність 5 — 14 Ват. Основне застосування — настільні світильники, але часто зустрічаються у світильниках для душових і ванних кімнат. Цокольні гнізда таких ламп, мають спеціальні отвори для монтажу в звичайні настінні світильники.

### 2G7
Форма трубки і застосування, подібні G23, але лампа може працювати і з електронним ПРА. Стартер і конденсатор відсутні, на цоколь виведено чотири контакти.

### G24

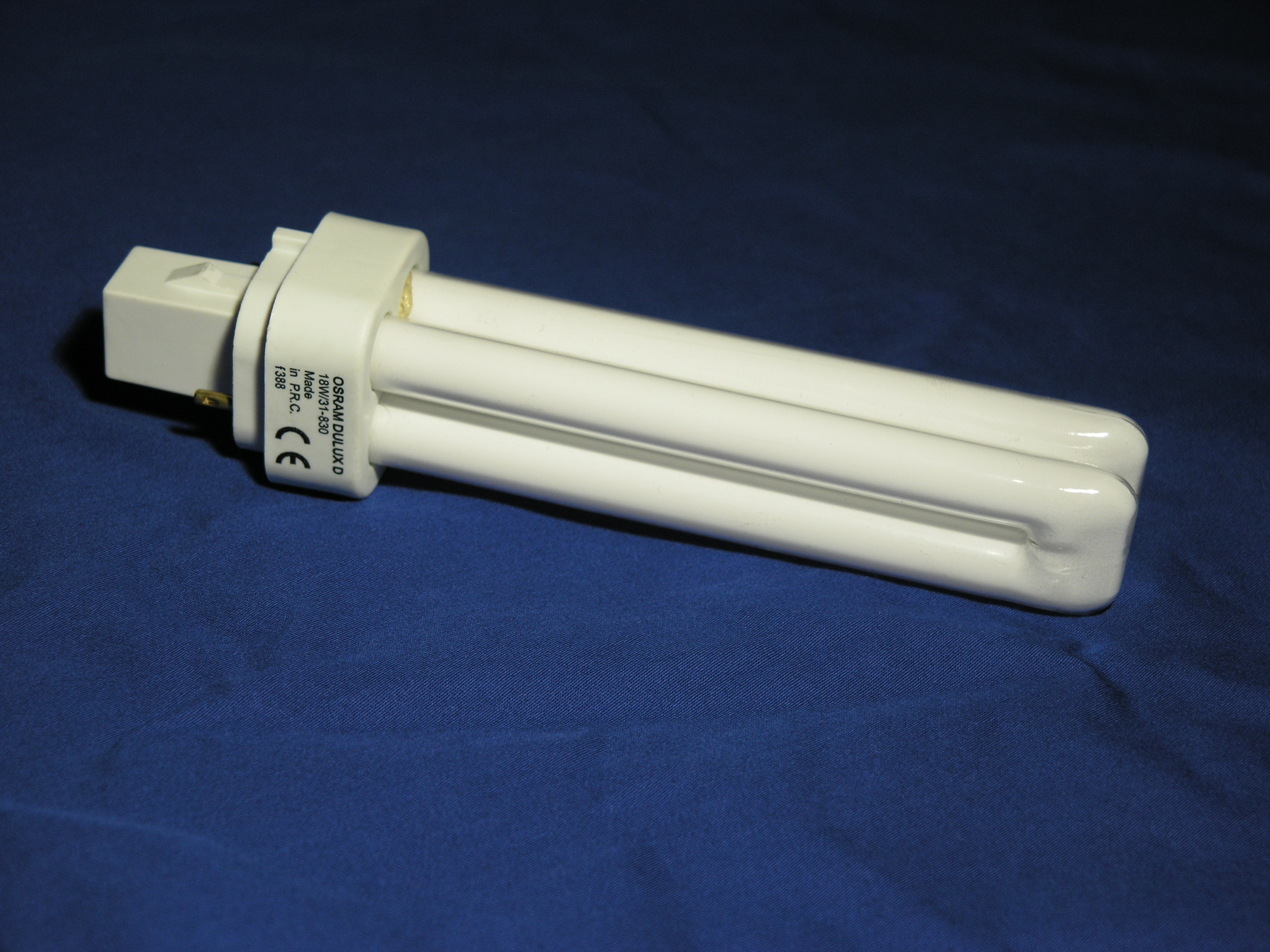
G24

Лампа G24 подібна до лампи G23, але трубка лампи складена учетверо. Випускаються на потужність від 10 до 36 Вт. Лампи G24Q1, G24Q2 і G24Q3, не мають вбудованого стартера і призначені для застосування разом з ПРА. Застосовуються як у промислових, так і у побутових світильниках.

### G53

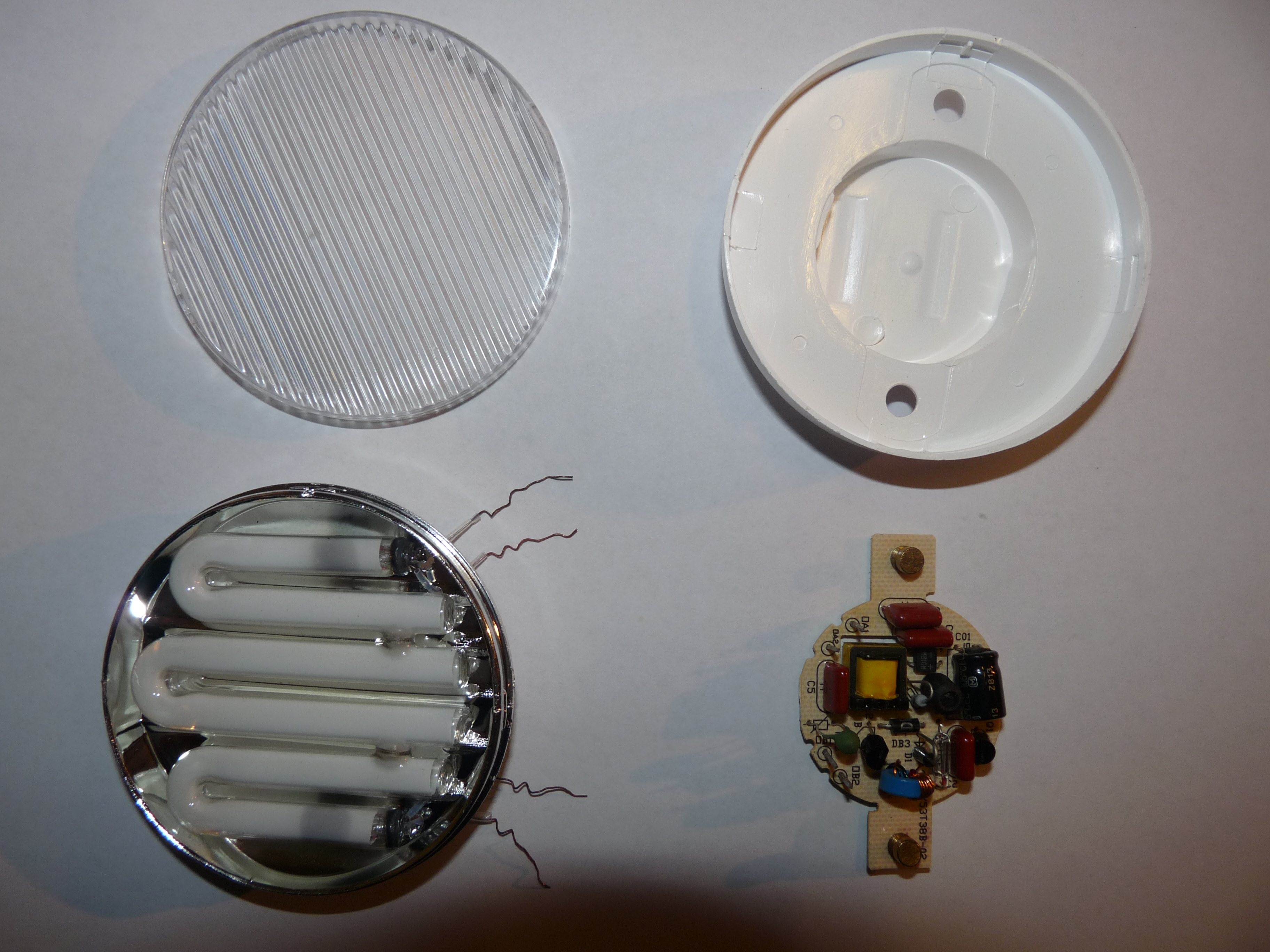
Пристрій лампи G53

Лампи G53 являють собою диск, завтовшки 16-20 мм з діаметром близько 73 мм, в який вкладена вигнута люмінесцентна трубка. Лампу оснащено вбудованими: відбивачем, розсіювачем та електронним пускорегулювальним апаратом (ЕПРА). Цоколь таких ламп має 2 латунних Т-подібних контакту з боків на відстані 53 мм один від одного. Потужність таких ламп становить від 6 до 11 ват, світильники для ламп цього типу випускаються як в герметичному виконанні IP44 для вологих приміщень, так і в звичайному — для монтажу в гіпсокартонну або натяжну стелю на заміну більш енергоємнихгалогенних ламп.

### Е14, Е27 і E40

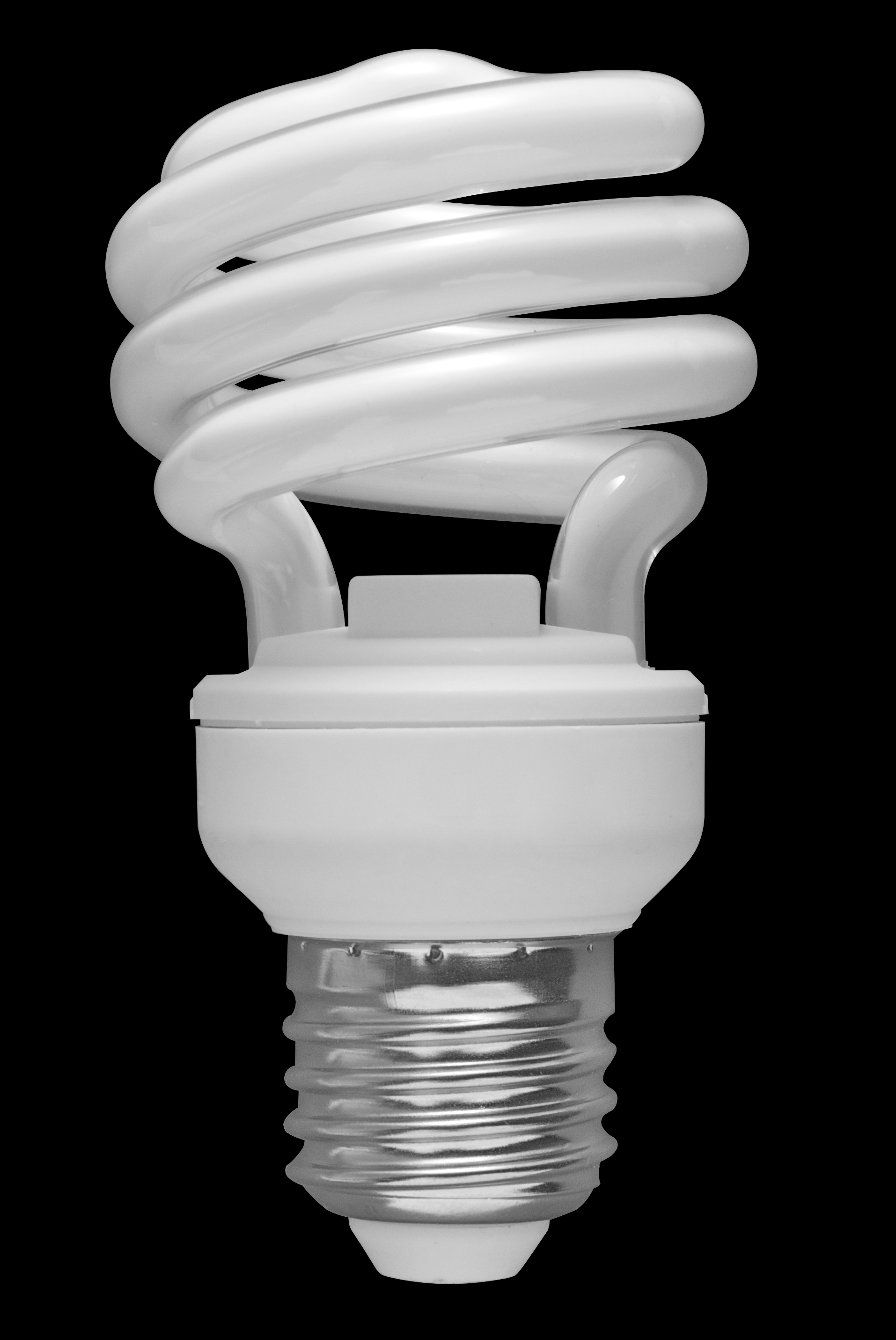
лампа з цоколем Е-27

Призначені для установки в патрон замість ламп розжарення. Ці лампи вже мають вбудований електронний ПРА. Вперше з'явилися на ринку, наприкінці 1980-х. Цоколі ламп Е14, Е27 і E40 мають різьблення діаметром 14 мм, 27 мм і 40 мм відповідно, що дозволяє робити монтаж у стандартні побутові та промислові патрони (E14 для патрона «міньйон», E27 для стандартного побутового патрона і E40 для стандартного промислового патрона). Загалом, типова люмінесцентна лампа з вбудованим ПРА, за розмірами, більше за лампи розжарення на той же світловий потік, тому така заміна можлива не для всіх світильників. Лампи під такий патрон, випускаються як з відкритою трубкою, так і з розсіювачем.

## Маркування і колірна температура
Код з трьох цифр на пакуванні лампи містить, як правило, інформацію щодо якості світла (індекс передавання кольору і колірної температури).
Перша цифра — індекс передавання кольору в 1х10 Ra (чим вищий індекс, тим вірогіднішим є передавання кольору; компактні люмінесцентні лампи мають 60-98 Ra)
Друга і третя цифри — вказують на колірну температуру лампи.
Таким чином, маркування «827» вказує на індекс передачі кольору у 80 Ra, і колірну температуру в 2700 К (що відповідає колірній температурі лампи розжарювання).
Найпоширеніші компактні люмінесцентні лампи з корелятивною колірною температурою 2700K, 4000K, 4500K, 6500K.
Крім того, індекс передачі кольору, може позначатися відповідно до DIN 5035, де діапазон передачі кольору 20-100 Ra поділений на 6 частин — від 4 до 1А(нім.).
 'Таблиця'. Приклад позначення КЛЛ
| Параметр                                                                          | Значення  |
| --------------------------------------------------------------------------------- | --------- |
| Потужність                                                                        | 11 Вт     |
| Світловий потік                                                                   | 535 лм    |
| Колірна температура                                                               | 2700 К    |
| Тип цоколя                                                                        | Е27       |
| Напруга                                                                           | 220-240 В |
| Частота мережі                                                                    | 50/60 Гц  |
| Номінальний термін служби (у разі роботи приблизно 2,7 годин на день / час служби | 8 років   |

Робота 2,7 год / день або 2,74 год / день, вказується виробниками через простоту розрахунків і порівняння з іншими типами ламп. Оскільки за такого графіку, лампа за один рік працює приблизно 1000 годин. Настільки малий час роботи за добу, виробники пояснюють середнім часом роботи усіх ламп у квартирі, разом з тими, які використовуються короткий час (наприклад у санвузлі).

## Лампи безперервногоспектру
Компактні люмінесцентні лампи безперервного спектру, дають значно кращу передачу кольору, світловіддача таких ламп нижче, ніж у звичайних КЛЛ.
За деякими даними, використання ламп, що випромінюють світло з безперервним спектром, сприятливіше позначається на здоров'ї, ніж використання звичайних компактних люмінесцентних ламп зі світлом лінійного спектра. (нім.)

## Кольорові і спеціальні лампи

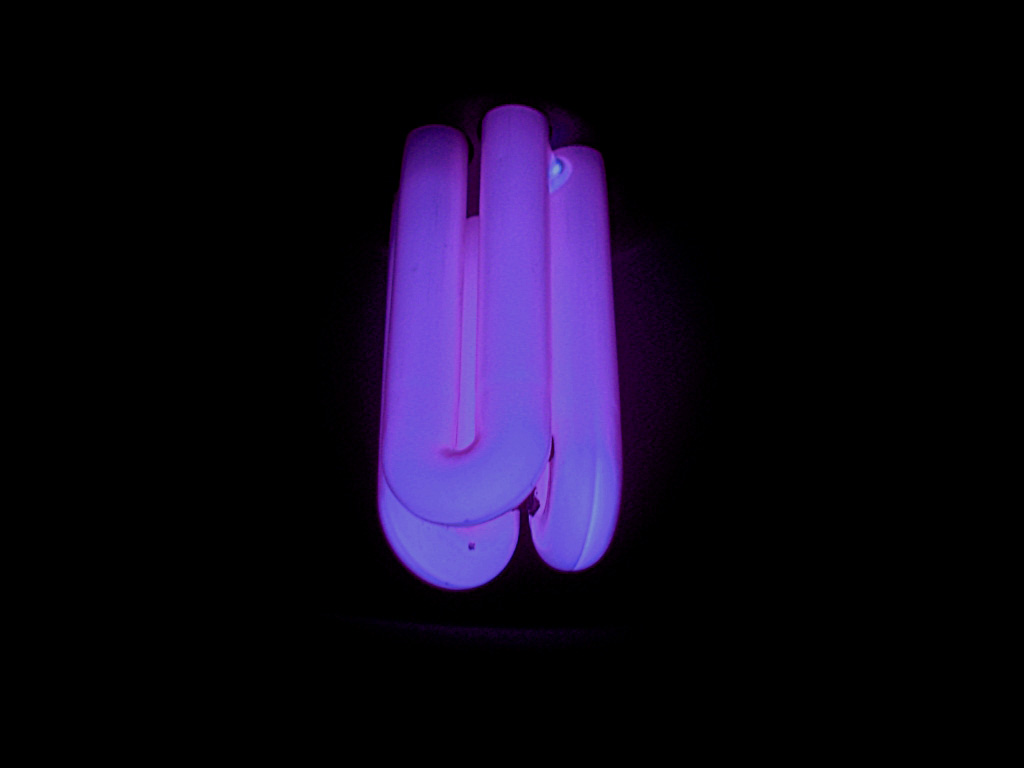
Ультрафіолетова КЛЛ «чорного світла»

Крім ламп з відтінками білого, призначених для загального освітлення, випускаються також:
- Лампи з кольоровим люмінофором (червоним, жовтим, зеленим, блакитним, синім, ліловим) — для світлового дизайну, художнього підсвічування будівель, вивісок, вітрин.
- Так звані «м'ясні» лампи з рожевим люмінофором — для підсвічування вітрин з м'ясними продуктами, що збільшує їх зовнішню привабливість.
- Ультрафіолетові лампи — для нічного підсвічування та дезінфекції у медичних установах, казармах тощо, а також як «чорне світло» для світлового дизайну в нічних клубах, на дискотеках тощо.

## Порівняння з іншими лампами
Порівняно з лампами розжарювання, КЛЛ теоретично, мають

Порівняння ефективності ламп розжарювання, галогенних ламп і компактних люмінесцентних ламп (зелена лінія), по-вертикалі графіка — споживана потужність у Вт, по горизонталі — сила світлового потоку (Φ_{ν}) в Люмен ах (lm)

більший термін служби. Однак через підвищені вимоги до якості виготовлення, та умов експлуатації, термін служби КЛЛ (особливо низької ціни), на практиці, може бути таким самим або навіть виявитися менше, терміну служби ламп розжарення. Основними причинами, що знижують тривалість роботи лампи, є несталість напруги у мережі, часті увімкнення-вимкнення лампи, експлуатація за високої або низької температури навколишнього середовища, використання КЛЛ у закритих світильниках з поганим охолодженням.
За енергоефективністю, (коефіцієнт корисної дії) КЛЛ приблизно у 5 разів перевершують лампи розжарювання. Однак, на відміну від ламп розжарення, більшість КЛЛ, мають низьку якість енергоспоживання, яка характеризується коефіцієнтом потужності, рівним близько 0,5. Низький коефіцієнт потужності призводить до спотворення форми напруги у мережі, додатковим навантаженням і втрат під час передавання електроенергії. Для усунення зазначеної вади, ЕПРА деяких ламп, забезпечуються коректорами коефіцієнта потужності. Нові розробки, дозволили використовувати енергоощадну лампу, спільно з пристроями зниження / збільшення освітлення (димерами). Для регулювання яскравості компактних люмінесцентних ламп, світлорегулятори, розроблені для ламп розжарення, не підходять — у цьому разі, слід використовувати КЛЛ тільки зі спеціальними електронними пускорегулювальними апаратами (ЕПРА) з можливістю керування. Завдяки застосуванню електронного ПРА, КЛЛ мають покращені характеристики порівняно з традиційними люмінесцентними лампами — більш швидке увімкнення, відсутність мерехтіння та дзижчання. Також існують лампи з системою плавного запуску. Система плавного запуску «прогріває» електроди лампи після увімкнення, протягом 1-2 секунд: це значно продовжує термін служби лампи, але все ж не дозволяє уникнути ефекту  «тимчасової світлової сліпоти». У той же час, компактні люмінесцентні лампи за габаритами, енергоефективності та терміну служби, програють більш сучасним світлодіодним лампам; за світловою віддачею, значно поступаються металгалогеновим і натрієвим лампам. Індуктивні КЛЛ, мають ще більший термін служби (15000-18000 год), слабко залежать від перехідних процесів при увімкненні та мають більш широкий температурний діапазон.

## Порівняння споживаної потужності КЛЛ і ЛР
| Потужність КЛЛ, Вт | Потужність ЛР, Вт | Світловий потік, Лм |
| ------------------ | ----------------- | ------------------- |
| 5                  | 25                | 250                 |
| 8                  | 40                | 400                 |
| 12                 | 60                | 630                 |
| 15                 | 75                | 900                 |
| 20                 | 100               | 1200                |
| 24                 | 120               | 1500                |
| 30                 | 150               | 1900                |

Співвідношення потужностей КЛЛ і ЛР становить приблизно 1: 5
Пояснення:
- КЛЛ — компактні люмінесцентні лампи
- ЛР — лампи розжарення

Суб'єктивне сприйняття яскравості, може змінюватися залежно від колірної температури.
Наприклад, тепле 2700К світло, здається більш м'яким і тому менш яскравим, ніж 4200К, яке називається «білим» світлом або «більш холодним» і візуально виглядає більш різким. 6400К-12000К взагалі в народі прозвано «синім» і незатишним — «холодним світлом». Холодне світло важко визначити візуально на яскравість в силу його крайньої некомфортності сприйняття, але як кажуть — справа смаку.

## Історія

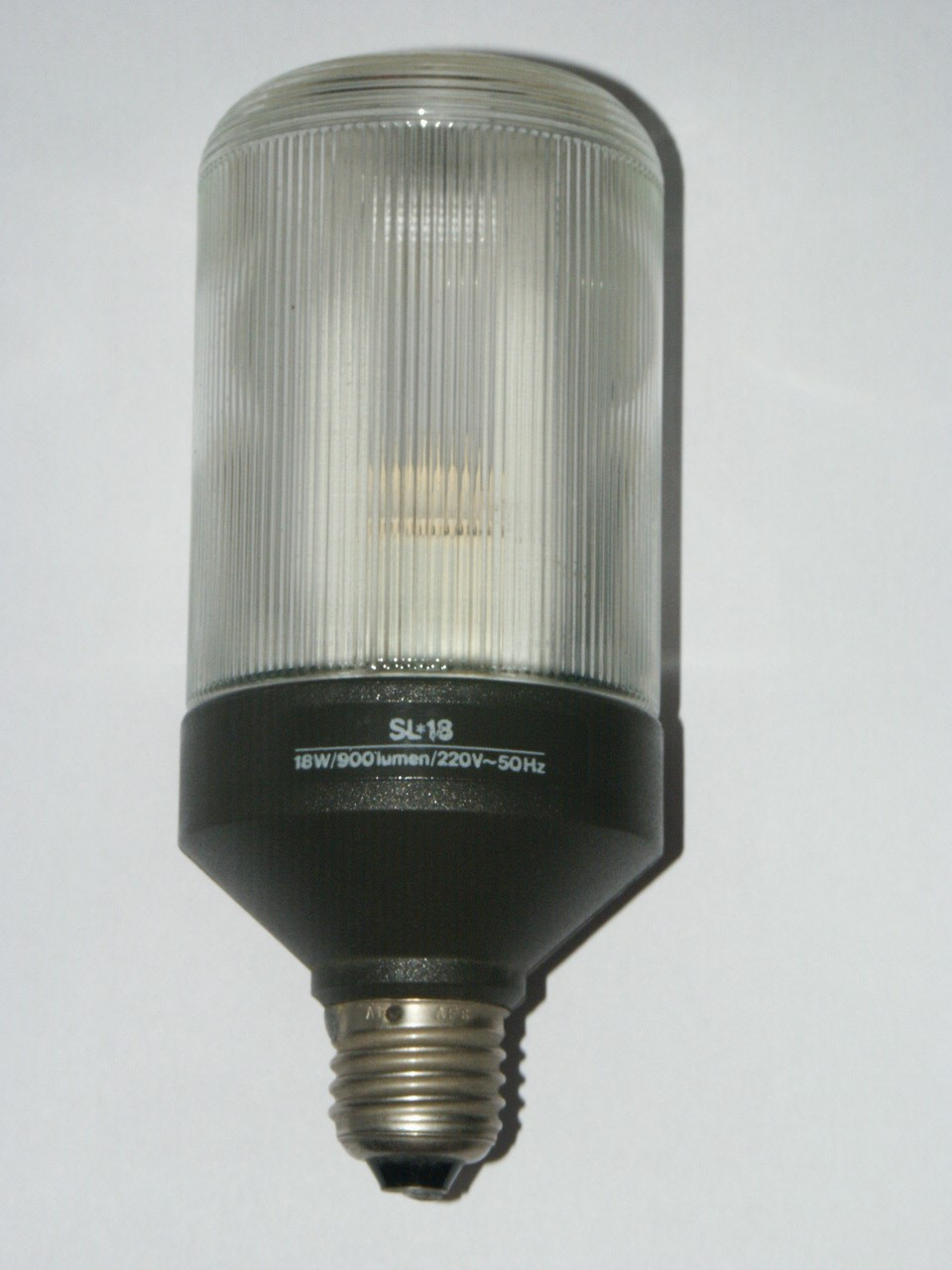
Рання модель компактної люмінесцентної лампи: Philips SL 18

Перші компактні люмінесцентні лампи (КЛЛ) з'явилися на світовому ринку наприкінці 1980-х.
Патентна заявка на компактну люмінесцентну лампу з вбудованим електронним ПРА була подана в 1984 році

## Переваги
- Висока світловіддача (світловий ККД): за рівної споживаної з мережі потужності, світловий потік КЛЛ у 4-6 разів вище, ніж у лампи розжарювання, що дає економію електроенергії 75-85 %;
- На відміну від лампи розжарювання, КЛЛ не є точковим джерелом, а випромінює світло всією поверхнею колби;
- Тривалий термін служби за безперервного циклу експлуатації (без частого вминання / вимикання);
- Можливість створення ламп з різними значеннями колірної температури, а також ламп різних кольорів і м'якого ультрафіолету з високим ККД;
- Нагрівання корпусу і колби значно нижче, ніж у лампи розжарення. Втім, воно все ж має місце, на відміну від світлодіодного освітлення, яке має ще нижчий рівень нагрівання.
- На відміну від традиційних «ламп денного світла» з електромагнітним дроселем, трубка яких живиться змінною напругою з частотою мережі живлення, КЛЛ не виробляє стробоскопічний ефект на обертових деталях обладнання та в інших тому подібних випадках.

## Недоліки

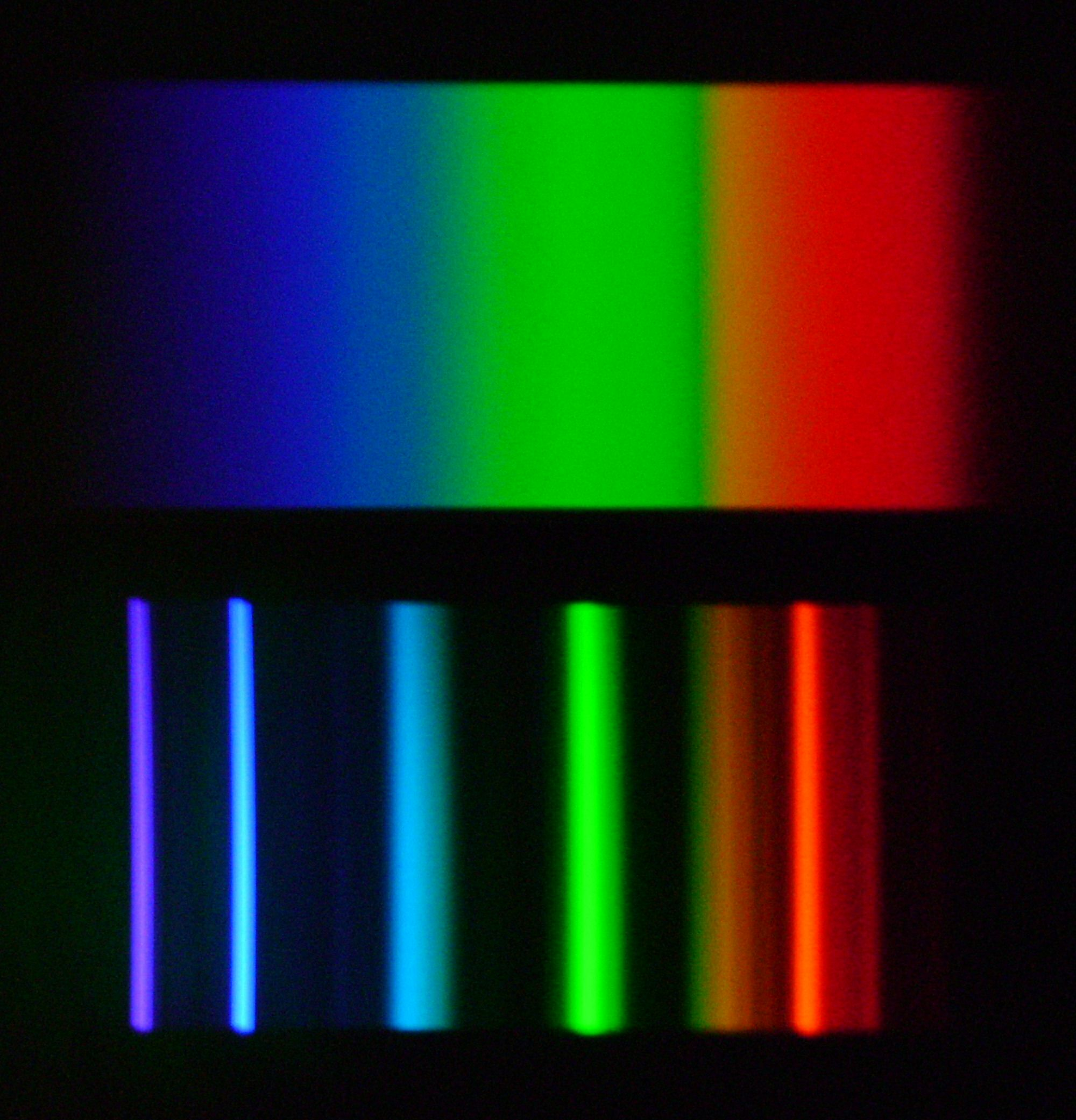
Спектр випромінювання: безперервний 60-ватної лампи розжарювання (вгорі) і лінійчатий 11-ватної компактної люмінесцентної лампи (внизу), лінійчатий спектр випромінювання може викликати спотворення в передаванні кольору

Незважаючи на те, що використання компактних люмінесцентних ламп, дійсно вносить свою лепту у збереження електроенергії, досвід масового застосування у побуті, виявив цілу низку проблем, головна з яких — короткий термін експлуатації за звичних умов побутового застосування, іноді порівнянний з терміном служби ламп розжарювання.

### Неповна сумісність з наявною інфраструктурою освітлення
- КЛЛ не розраховано на часті увімкнення. Перерва між вмиканнями, встановлювана гарантійними умовами для досягнення передбаченого напрацювання, може бути більше двох хвилин (це пов'язано з роботою простих схем передпускового розігрівання). При цьому, правильно сконструйована лампа запалюється не миттєво, а через приблизно 0,5-1с після подавання напруги, що створює додатковий дискомфорт. Лампа ж, що вмикається миттєво, без попереднього підігріву катодів, втрачає за кожного увімкнення, значну частину терміну служби. Все це перешкоджає застосуванню КЛЛ у різних автоматичних схемах з давачами руху, гірляндах, світлової сигналізації, в санвузлах тощо.
- Компактні люмінесцентні лампи несумісні з димерами звичайних типів (що вмикаються послідовно з лампою). Димери для таких ламп існують, але вимагають особливого під'єднання з прокладанням додаткових проводів.[3]

Такі два чинники, обмежують застосування цих ламп у житлових кімнатах, але їх можна застосовувати у курниках, ванних (в закритому світильнику) і частково на виробництві. У ванних і туалетних кімнатах, лампи вмикаються-вимикаються до декілька десятків разів на день до того-ж електроніка не полюбляє високої вологості.
- Запалювання побутових КЛЛ, не гарантоване за негативних температур і зниженої напруги живлення більш ніж на 10 %. Підвищена вологість та випадання конденсату, призводять до пробоїв у схемі електронного ПРА, де на мить запалювання, діють напруги порядку 1000 вольт. За роботи у закритій арматурі, або за підвищеної температури довкілля, перегрів колби призводить до «почервоніння» спектра лампи і значного зменшення світловіддачі, а за подальшого збільшення температури, виходить з ладу електронний ПРА. Все це, робить застосування КЛЛ у вологих і неопалювальних приміщеннях й простонеба (у тому числі в герметичних світильниках), а також у низці відповідальних застосувань, недоцільним.
- Неможливість використання без спеціальних пристроїв у системах аварійного освітлення, оскільки КЛЛ, має деяку мінімальну напругу, за якої можливий її запуск. На відміну від них, лампи розжарення можуть світити навіть у разі «просідання» напруги, але менш яскраво.
- Коефіцієнт потужності більшості КЛЛ з ЕПРА досягає 0,92-0,97, у КЛЛ з винесеним електромагнітним ПРА без фазозміщувального конденсатора — 0,5. У багатьох лампах, кидок пускового струму нічим не обмежений і може призвести до імпульсних перешкод у мережі. Також, більшість продаваних КЛЛ, не мають електромагнітних фільтрів та екранів, що захищають від наведень у навколишній радіоапаратурі. У дешевих лампах, відсутні схеми корекції коефіцієнту потужності, і задля його підвищення, виробники знижують ємність згладжувального конденсатора, що у свою чергу, призводить до збільшення коефіцієнту пульсацій світлового потоку лампи.
- Спільний вплив підвищеної температури усередині компактної конструкції, та перенапруг у мережі (імпульсних або тривалих), знижує надійність роботи електронних складників ПРА КЛЛ. Відносно температурного режиму, треба переважно використовувати лампи з винесеним ПРА, що дозволяє краще організувати охолодження і застосовувати більш потужні компоненти з великим запасом за параметрами.

### Періодичне мимовільне спалахування вимкненої лампи
Великий внутрішній опір і значна ємність відімкненої лампи, призводять до того, що навіть невеликі  витоки струму в її колі, здатні поступово зарядити лампу до напруги пробою. За досягнення цієї напруги, лампа на мить спалахує, а потім знову починає накопичувати заряд, після чого цикл повторюється. Залежно від інтенсивності витоку, період спалахів може становити від декількох хвилин до часток секунди. Про цей недолік, за рідкісним винятком, виробники зазвичай не повідомляють в інструкціях з експлуатації. Виняток становлять лампи, оснащені пристроєм «м'якого пуску»: у них даний неприємний ефект відсутній.
Ці спалахи, та породжуваний ними звук, можуть сильно дратувати, особливо вночі, і, за деякими даними, здатні призвести до передчасного виходу лампи з ладу. Крім того, вони іноді створюють перешкоди в радіоелектронних пристроях.

#### Причини
Причинами періодичних спалахів можуть бути:
- Використання дуже поширених вимикачів з неоновим або світлодіодним підсвічуванням;
- Установка вимикача у розрив нульового проводу;
- Інші механізми витоку.

#### Усунення
- Для усунення цього ефекту, необхідно паралельно світильнику, під'єднати у коло живлення, конденсатор ємністю 0,33-0,68 мкФ на напругу не нижче 400 В, придатний для роботи у колах змінного струму — паперовий (МБГЧ) або поліетилентерефталатний (наприклад, К73-16). Застосування електролітичних конденсаторів категорично неприпустимо[3].
- Якщо спалахування викликано установкою вимикача у розрив нульового проводу, необхідно переставити його у розрив фазного.
- Якщо у світильнику або люстрі кілька ламп, можна одну з них, замінити на лампу розжарювання, це також може допомогти усунути ефект спалахування.
- За використання вимикача з підсвічуванням, можна спробувати збільшити опір у колі живлення підсвічування (для світлодіодних — у 2-4 рази, а для неонових до 2 МОм). У більшості випадків, це може усунути спалахи, якщо ні, можна скористатися іншими способами.

### Спектр КЛЛ
- Спектр такої лампи лінійчатий (від 2-3 смуг у видимій області для найдешевших ламп до 9 — для дорогих). Це призводить не тільки до неправильного передавання кольору, але і до підвищеної втоми очей.  (Зором, порівняти спектр ламп, можна в райдужних відблисках світла лампи від компакт-диска.)  (Ця проблема може бути вирішена із застосуванням ламп з безперервним спектром випромінювання, див. Розділ  Лампи безперервного спектру ). Крім того, оскільки люмінесцентна лампа — по суті своїй не температурне джерело світла, а лише імітує таке, невірний підбір навіть багато-лінійчатої суміші люмінофорів може зробити її спектр неприємним оку. Також спектр розладнається по мірі нерівномірного старіння складників суміші впродовж роботи.
- У спектрі КЛЛ, як і будь ртутної люмінесцентної лампи, є частка короткохвильового УФ випромінювання, що збільшується по мірі старіння люмінофора. Ультрафіолет у великих дозах канцерогенний і викликає деградацію полімерних деталей, що оточують лампу.

### Екологічні аспекти
- У колбі КЛЛ міститься вільна ртуть, що навіть при налагодженій системі утилізації старих ламп становить небезпеку при пошкодженні такої лампи в побуті. Однак у сучасних амальгованих лампах кількість ртуті знижено вже до 5-7  мг на лампу середньої потужності, і, за твердженнями виробників, спеціальна демеркуризація(інші мови) приміщення в такому випадку не потрібна.
- КЛЛ технологічно являє собою поєднання звичайної скляно-вольфрамової лампи розжарювання складної конфігурації (колба), специфічних для ЛДС хімічних компонентів (ртуть, люмінофори, покриття катодів) і схеми напівпровідникового високочастотного перетворювача (трансформатор), сукупні екологічні витрати виробництва яких (видобуток рідкісних елементів, виготовлення електронних схем, витрати енергії у виробництві тощо) значні і повинні бути ретельно прораховані, щоб не перекрити вигоди від переходу на КЛЛ з традиційних ламп розжарювання. Тим більше що вимоги до якості світла (і складності складу люмінофора), до надійності (і складності) трансформатора безперервно ростуть, змушуючи виробників додатково ускладнювати технологію.
- 2018 року, Україна, підписала  Мінаматську конвенцію про ртуть. Згідно даної конвенції, з 2020 буде заборонено виробництво, імпорт або експорт продукту, що містить ртуть. Під заборону Мінаматської конвенції, потрапляють лампи люмінесцентні малогабаритні загального освітлення потужністю 30 ват або менше, і вмістом ртуті понад 5 мг в колбі ламп. Це не стосується компактних люмінесцентних ламп, в яких вміст ртуті (див. нижче) становить 3-5 мг.

## Утилізація
Компактні люмінесцентні лампи містять не більше 2.5 мг ртуті, як у звичайному термометрі до 3 грам ртуті (згідно Регламенту Комісії (ЄС) № 244/2009 від 18 березня 2009 року про імплементацію Директиви 2005/32 / ЄС Європейського Парламенту та Ради щодо вимог до екологічного проєктування домашніх світильників) — отруйної речовини 1-го класу небезпеки («надзвичайно небезпечні»). Зруйнована або пошкоджена колба лампи вивільняє пари ртуті, що може викликати отруєння ртуттю. Найчастіше на проблему утилізації люмінесцентних ламп в Росії індивідуальні споживачі не звертають уваги, а виробники прагнуть відсторонитися від проблеми. На пакуванні ламп такого виробника, як Navigator, відсутня інформація про наявність ртуті у продукті і потребі утилізації. Продукт позначається як «лампа енергоощадна», а не «лампа люмінесцентна». Приміром, у продукції EKF і Camelion, такі дана містяться в поданій до кожної лампи, настанові щодо використання.
В сучасних компактних люмінесцентних лампах використовують речовину амальгама, що  дає суттєво зменшити вміст ртуті в колбі
 'Якщо ви розбили енергоощадну лампу, то треба обережно зібрати осколки колби, обробити місце розчином марганцівки (0,2 % марганцевокислого калію) і провітрити приміщення. Порядок дій докладніше описано у статті демеркуризація. 

## Цікаві факти

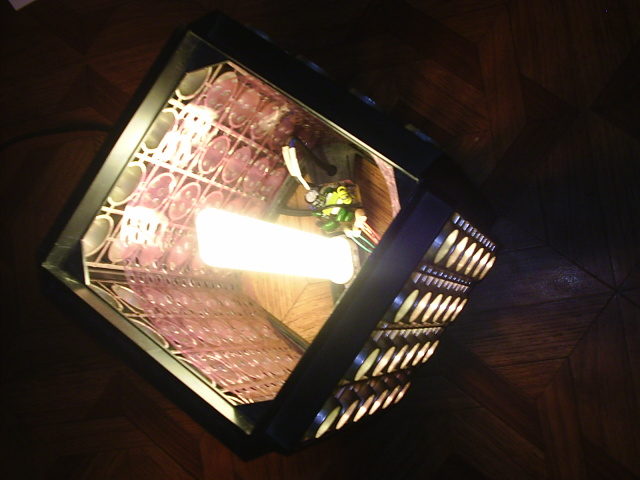
Нічник радянських часів після реставрації. Звичайну лампу розжарення Е27 з метою зниження споживання електроенергії, було вирішено змінити на КЛЛ з цоколем 2G7, увімкнувши через електронний трансформатор від непридатної енергоощадної лампи

- КЛЛ зі спіралеподібною колбою нерідко має нерівномірне нанесення люмінофору. Він наноситься так, що його шар на стороні трубки, зверненої до цоколя, товще, ніж на стороні трубки, спрямованої на освітлювану область (тобто від цоколя). Цим досягається спрямованість випромінювання. КЛЛ з колбою, що має, в основному, прямі ділянки, світить рівномірно на всі боки.
- У перших моделях ламп застосовувався радіоактивний криптон-85 (85Kr).[5]
- Через часті випадки виходу з ладу КЛЛ задовго до закінчення обіцяних виробниками термінів, споживачі стали закликати ввести спеціальні умови гарантії для продукції КЛЛ, співмірні з заявленими виробниками задля маркетингу.[6]
- Також з'являються КЛЛ, виконані в силіконовому контурі (або поверх лампи, або під скляною колбою). Силіконова прокладка охороняє трубку і колбу від руйнування, й є пом'якшувачем удару у разі падіння, а також елементом кріплення, у разі якщо колба все-таки розбилася. Також силіконова прокладка пом'якшує світіння лампи і має декоративне завдання.